# Yến Cấp
Yến Cấp (tiếng Trung: 燕級; bính âm: Yan Ji), tự Tư (思) hay tự Tử Tư (子思), tôn xưng Yến Tử (石子), người nước Tần thời Xuân thu, là một trong thất thập nhị hiền của Nho giáo.

## Cuộc đời
Yến Cấp đến nước Lỗ cầu học, sau trở lại nước Tần. Yến Cấp tưởng nhớ Khổng Tử, thường leo lên núi nhìn về hướng nước Lỗ. Tại quê hương của Yến Cấp, nay là huyện Thiên Dương, tỉnh Thiểm Tây, tại nơi Yến Cấp dạy học có xây Vọng Lỗ đài (望魯颱) để kỷ niệm.
Năm 72, thời Hán Minh Đế, Yến Cấp được phối thờ trong Khổng miếu.